# Francesca (Stradivarius)
Pour les articles homonymes, voir Francesca.
Le Stradivarius Francesca est un violon fabriqué en 1694 par le luthier de Crémone Antonio Stradivari.
Le Francesca est exposé au MET.

## Description

### Authenticité
Le violon Francesca a été fabriqué par le luthier crémonais Antonio Stradivari en 1694,.
Le Stradivarius comporte une étiquette mentionnant l'année de fabrication et le nom latinisé du luthier Antonio Stradivari.

« Antonius Stradiuarius Cremonensis/Faciebat Anno 1694 »

— Inscription sur l'étiquette du Stradivarius Francesca

### Caractéristiques
Le Stradivarius Francesca suit un modèle « longuet ». Il s'agit d'une innovation expérimentée par Antonio Stradivari entre le début et la fin des années 1690 où le luthier allonge légèrement les instruments avec la volonté d'augmenter leur puissance. La longueur totale de l'instrument est de 58,4 centimètres et la largeur maximale des voûtes de 20,3 centimètres.
Le fond de l'instrument est constitué de deux pièces d'érable,. La table d'harmonie est en épicéa. Le corps de l'instrument mesure environ 36,2 centimètres de long.
Les éclisses mesurent entre 2,8 et 3 centimètres de haut.
Certaines pièces du Stradivarius sont en ébène et en nacre.
Les analyses dendrologiques montrent que le bois utilisé pour certaines parties internes du Francesca est similaire à celui ayant servi pour des pièces internes d'un autre violon de 1694, le Stradivarius Gould. Par ailleurs, l'épicéa de la table d'harmonie et l'érable ondé du fond des deux instruments sont également très proches.

Visuellement, le vernis du Francesca dessine des bandes marron.

Photographies du Stradivarius <nowiki>Francesca</nowiki>
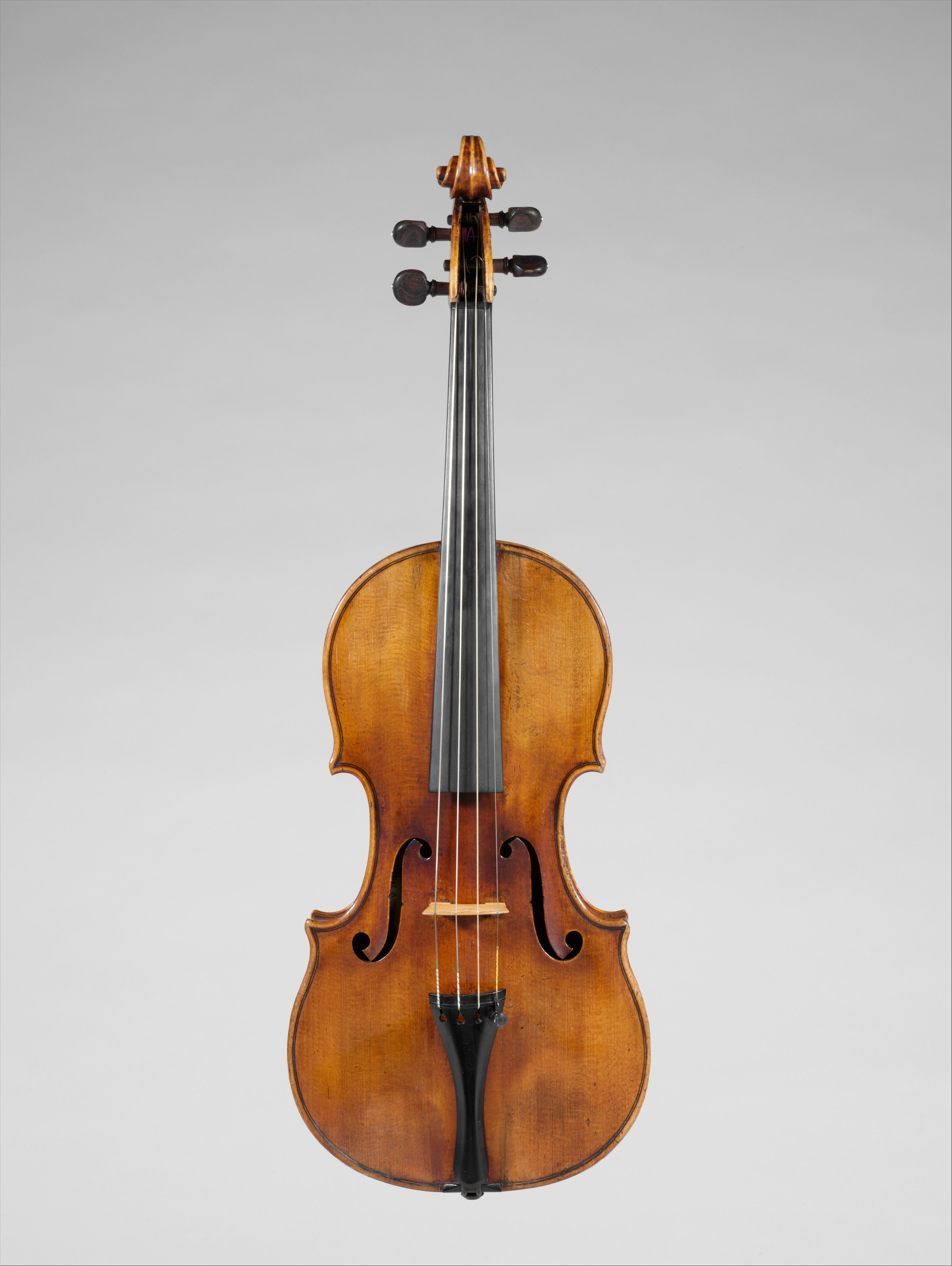
Dessus du violon (table d'harmonie, cordier, chevalet, touche, tête et chevilles)
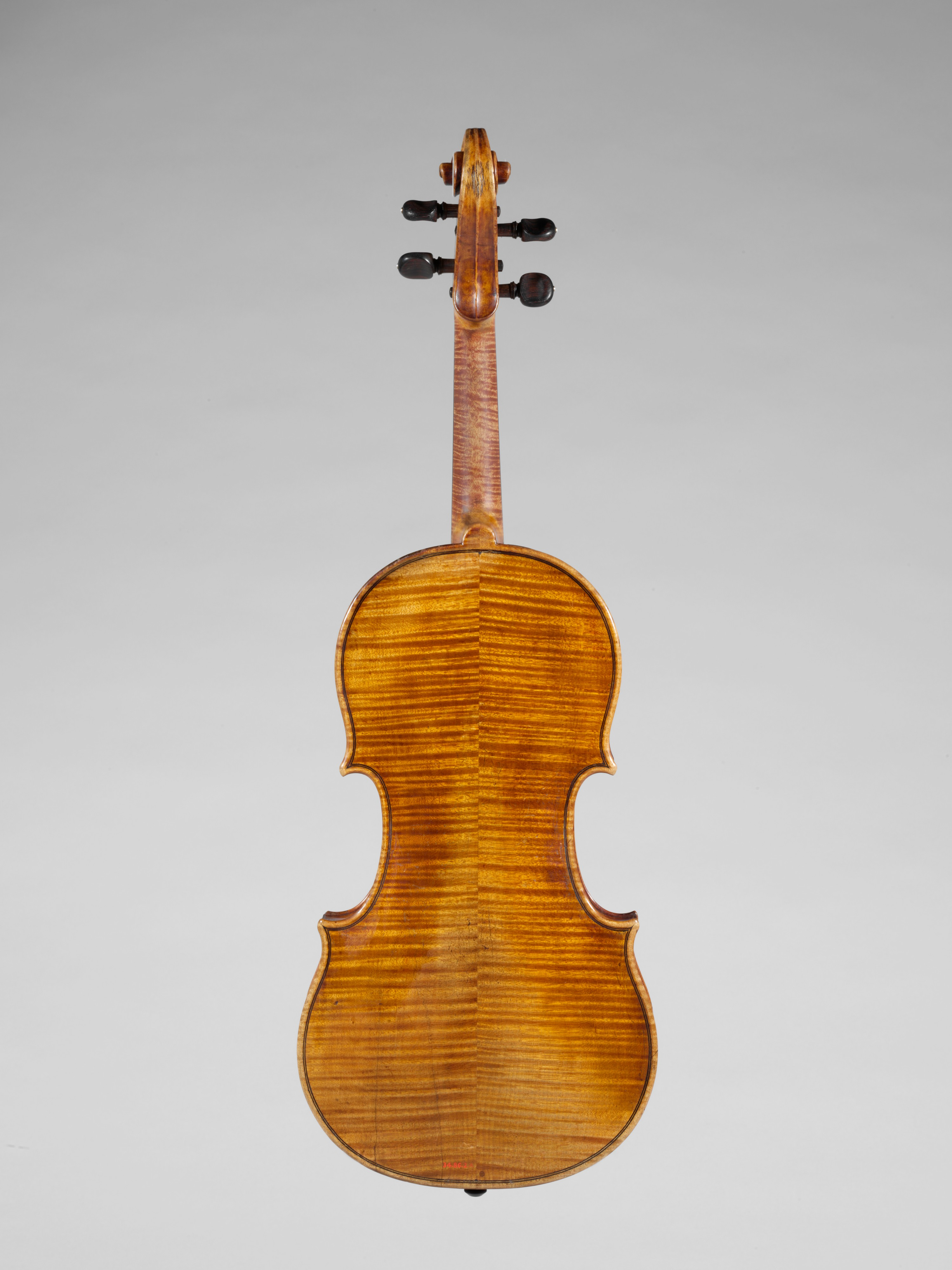
Dessous du violon (fond, manche, tête et chevilles)
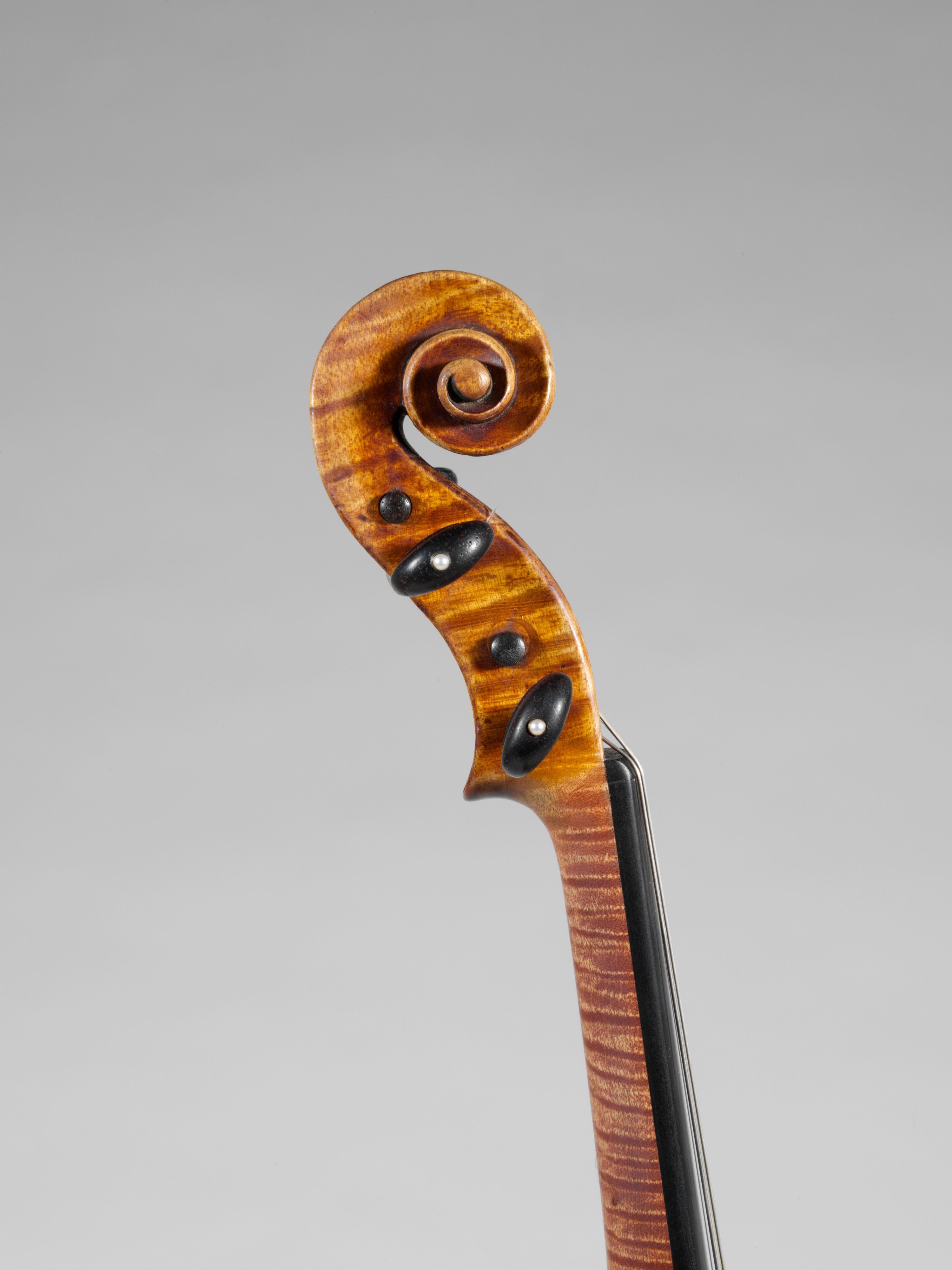
Profil du haut du manche, de la touche, de la tête, des volutes et des chevilles.

## Histoire
La première trace avérée du Francesca est son acquisition à Marseilles en 1856 par M. Krone,. Par la suite, le Stradivarius apparaît dans les archives des luthiers W. E. Hill & Sons pour une transaction. L'instrument entre alors en possession de Patrick Collins en 1896 et est conservé par cette famille jusqu'en 1906.
Le parcours du Francesca les années suivantes est moins connu. L'instrument est probablement chez W. E. Hill & Sons jusqu'en 1913 puis passe chez Hamma & Co.
Sans qu'il ne soit possible de dater l'achat, Annie Bolton Mathews Bryant acquiert le Francesca et le conserve jusqu'en 1934.
Le Stradivarius Francesca entre par la suite dans les collections du Metropolitan Museum of Art (MET). Il y est désormais exposé.

## Propriétaires
Les propriétaires et musiciens attestés sont les suivants, :
| Propriétaire                     | Depuis            | Jusqu'en    |
| -------------------------------- | ----------------- | ----------- |
| M. Krone                         | 1856              | Indéterminé |
| Patrick A. Collins               | Possiblement 1896 | Indéterminé |
| Marie Rose Collins               | Indéterminé       | 1906        |
| Annie Bolton Matthews Bryant     | Indéterminé       | 1934        |
| Metropolitan Museum of Art (MET) | Indéterminé       | actuel      |